# رینسون، پورتوریکو
رینکون (به انگلیسی: Rincón) یک منطقهٔ مسکونی در ایالات متحده آمریکا است که در پورتوریکو واقع شده‌است.
 رینکون ۷۶٫۱۲ کیلومتر مربع مساحت و ۱۵٬۲۰۰ نفر جمعیت دارد.